# ذنب الأسد التتاري
ذنب الأسد التتاري (الاسم العلمي:Leonurus tataricus) هو نوع من النباتات يتبع جنس ذنب الأسد من الفصيلة الشفوية.